# واکسن سل
بیلیهٔ کالمِت و گِرَن (به فرانسوی: Bilié de Calmette et Guérin) یا به‌اختصار، ب.ث.ژ.، تنها واکسن برضد بیماری سل است که از بیلیهٔ ضعیف‌شدهٔ بیماری سل گاوی به‌دست می‌آید. نام واکسن برگرفته از نام دو کاشف واکسن، آلبرت کالمت، پزشک و کامی گرن، دامپزشک فرانسوی است. پروژه ساخت واکسن توسط این دو دانشمند از سال ۱۹۰۵ شروع شد و سرانجام پس از ۱۶ سال و انجام ۲۳۰ پاساژ به دوز ایمنی دهنده انسانی دست پیدا کردند. بیلیه‌های تزریق شونده در زیر پوست انسان٬ به اندازهٔ کافی شبیه به اجداد وحشی خود بوده و پی‌آمد آن قادر به ایجاد مقداری ایمنی در برابر بیماری سل انسان هستند. واکسن ب.ث.ژ می‌تواند از هیچ تا ۸۰٪ در پیشگیری سل و برای یک دورهٔ پانزده‌ساله مؤثر باشد. بااین‌حال، قدرت اثر و محافظتی این واکسن، به نظر می‌رسد با توجه به جغرافیای انسانی و نیز آزمایشگاهی که در آن واکسن ساخته شده است٬ متفاوت باشد.
در کشورهایی که بیماری سل شایع است یک دوز در نوزادان سالم توصیه می‌شود که بهتر است تا حد ممکن زمان تجویز آن به زمان تولد نزدیک باشد. نوزادان مبتلا به اچ آی وی/ایدز نباید واکسینه شوند. در مناطقی که بیماری سل شایع نیست تنها در نوزادان در معرض خطر بالا واکسیناسیون انجام می‌شود در حالی که در موارد مشکوک به بیماری این موارد به صورت جداگانه مورد آزمایش و درمان قرار می‌گیرند. بزرگسالانی که سل ندارند و قبلاً واکسینه نشده‌اند اما اغلب در معرض بیماری سل مقاوم در برابر دارو قرار دارند ممکن است واکسینه شوند. همچنین این واکسن برای درمان سرطان مثانه هم استفاده می‌شود.
میزان حفاظت در برابر عفونت سل به‌طور گسترده‌ای متفاوت است و حفاظت واکسن بین ده تا بیست سال طول می‌کشد. در میان کودکان، این واکسن مانع از عفونت حدود ۲۰ درصد از آنان می‌شود و در میان کسانی که به این باکتری آلوده شده‌اند نیز این واکسن به نیمی از آنان کمک می‌کند تا بیماری در آنان ایجاد نشود. این واکسن با تزریق به پوست تجویز می‌شود. کارایی دوزهای اضافی توسط شواهد علمی حمایت نمی‌شود.
واکسن ب‌ث‌ژ برای اولین بار در سال ۱۹۲۱ مورد استفاده پزشکی قرار گرفت. این واکسن در فهرست داروهای ضروری سازمان جهانی بهداشت قرار دار که عبارت است از مهم‌ترین داروهای مورد نیاز در یک نظام سلامت پایه.

## دیگر کاربردها
واکسن ب‌ث‌ژ به میزان قابل قبولی از بدن در برابر خوره حفاظت می‌کند. ظاهراً این واکسن بین ۲۶ تا ۴۱ درصد (برای نمونه‌های کنترل شده) و ۶۰ درصد برپایهٔ مشاهدات مطالعه شده مؤثر بوده که دو بار تزریق آن بهتر از یک بار جواب می‌دهد. البته همچنان تلاش‌ها برای بدست آوردن واکسن‌ های بهتر ادامه دارد. این واکسن همچنین علاوه از سل از جذام نیز پیشگیری می کند 

## عوارض جانبی
عوارض جانبی جدی بسیار نادر است. اغلب وجود قرمزی و تورم و درد خفیفی در محل تزریق گزارش می‌شود. یک زخم نیز ممکن است شکل گرفته که در برخی از موارد جای زخمی را پس از بهبود به جای می‌گذارد. عوارض جانبی در افرادی که به ضعیف عملکرد سیستم ایمنی بدن مبتلا هستند شایع تر و شدیدتر می‌باشند. این واکسن برای استفاده در طول بارداری امن نیست. واکسن ب ث ژ در اصل از مایکوباکتریوم بوویس بدست می‌آیند که معمولاً در گاو یافت می‌شود. در حالی که این واکسن تضعیف شده‌است، اما باکتری آن هنوز زنده است.